# Zaporijjea, Velîka Lepetîha
Zaporijjea (în ucraineană Запоріжжя) este un sat în comuna Demîdivka din raionul Velîka Lepetîha, regiunea Herson, Ucraina.

## Demografie
Componența lingvistică a localității Zaporijjea
     Ucraineană (77,74%)
     Rusă (16,79%)
     Belarusă (3,28%)
     Română (1,82%)
     Alte limbi (0,36%)
Conform recensământului din 2001, majoritatea populației localității Zaporijjea era vorbitoare de ucraineană (77,74%), existând în minoritate și vorbitori de rusă (16,79%), belarusă (3,28%) și română (1,82%).